# Wilhelm Brass
Wilhelm Egelbert Brass (23. března 1819 Rheydt, Prusko – 11. července 1897, Zábřeh, Rakousko-Uhersko) byl textilní podnikatel, politik, starosta a čestný občan města Zábřeh na Šumpersku.

## Život
Pocházel ze starého barvířského rodu z německého Rheydtu, které je dnes předměstím města Mönchengladbachu. Barvířem se vyučil u svého otce a po studiích založil se svým bratrem obchod s textilem v pruském Langenbielau. Obchodu se však příliš nedařilo, a tak přesídlil do Uničova, kde založil barvírnu. Té se však také nevedlo dobře, neboť chybělo železniční spojení s okolním světem. Z Uničova se roku 1856 přestěhoval do Zábřehu, kde se stal společníkem tamního barvíře Julia Lensena. Po jeho smrti v roce 1870 pak Brass od Lensenovy rodiny odkoupil celou firmu a začal navyšovat výrobu.
Následně se po světě proslavil barvením takzvanou tureckou červení. Protože kapacita zábřežské barvírny přestala stačit, založil další v Dolním Podluží u Varnsdorfu a následně v roce 1879 další v dnešním Polsku. Jeho firma Wilhelm Brass und Söhne před první světovou válkou zaměstnávala na jeden a půl tisíce zaměstnanců a vyvážela bavlněné zboží nejen do celé Rakousko-uherské monarchie, ale mj. i do Ameriky, Indie a do Egypta.
Po úspěchu s barvířstvím se pustil i do cukrovarnictví a ovládl cukrovar v Mohelnici.
Dále se kromě svého podnikání zajímal o komunální politiku a roku 1864 se stal zábřežským radním. Od roku 1874 působil dlouhých 17 let jako starosta města Zábřeh.
Za zásluhy o obec obdržel v roce 1885 čestné občanství.